# Nuoto ai campionati mondiali di nuoto 2015 - Staffetta 4x100 metri misti mista
La staffetta 4x100 metri misti mista si è svolta il 5 agosto 2015 presso la Kazan Arena e vi hanno preso parte 112 atleti, raggruppati in 28 squadre nazionali. Le batterie si sono svolte nella sessione mattutina, la finale in quella serale.

## Medaglie
| Posizione | Nazione       | Atleti                                                                                           |
| --------- | ------------- | ------------------------------------------------------------------------------------------------ |
| Oro       | Gran Bretagna | Chris Walker-Hebborn Adam Peaty Siobhan-Marie O'Connor Fran Halsall Ross Murdoch* Rachael Kelly* |
| Argento   | Stati Uniti   | Ryan Murphy Kevin Cordes Katie McLaughlin Margo Geer Kendyl Stewart* Lia Neal*                   |
| Bronzo    | Germania      | Jan-Philip Glania Hendrik Feldwehr Alexandra Wenk Annika Bruhn                                   |

* Atleti che hanno partecipato solo alle batterie

## Record
Prima della manifestazione il record del mondo e il record dei campionati erano i seguenti:
| Record mondiale | 3'46"52 | Australia | 31 gennaio 2014 Perth, Australia |

Durante la competizione è stato battuto il seguente record:
| Data     | Evento     | Atleti                                                                                              | Nazione       | Tempo   | Record |
| -------- | ---------- | --------------------------------------------------------------------------------------------------- | ------------- | ------- | ------ |
| 5 agosto | Batteria 2 | Daria Ustinova (59"89) Kirill Prigoda (59"99) Daniil Pakhomov (51"52) Veronika Popova (54"47)       | Russia        | 3'45"87 | ,      |
| 5 agosto | Batteria 3 | Ryan Murphy (52"18) Kevin Cordes (58"33) Kendyl Stewart (57"78) Lia Neal (54"04)                    | Stati Uniti   | 3'42"33 | ,      |
| 5 agosto | Finale     | Chris Walker-Hebborn (52"94) Adam Peaty (57"98) Siobhan-Marie O'Connor (57"02) Fran Halsall (53"77) | Gran Bretagna | 3'41"71 | ,      |

## Risultati

### Batterie
| Posizione | Batteria | Corsia | Nazione            | Atleti | Tempo   | Note  |
| --------- | -------- | ------ | ------------------ | --- | ------- | ----- |
| 1         | 3        | 2      | Stati Uniti        | Ryan Murphy (52.18) Kevin Cordes (58.33) Kendyl Stewart (57.78) Lia Neal (54.04)                                   | 3:42.33 | Q, WR |
| 2         | 3        | 0      | Gran Bretagna      | Chris Walker-Hebborn (53.40) Ross Murdoch (59.14) Rachael Kelly (58.02) Fran Halsall (53.83)                       | 3:44.39 | Q     |
| 3         | 4        | 3      | Germania           | Jan-Philip Glania (53.89) Hendrik Feldwehr (59.22) Alexandra Wenk (57.88) Annika Bruhn (54.40)                     | 3:45.39 | Q     |
| 4         | 2        | 4      | Russia             | Daria Ustinova (59.89) Kirill Prigoda (59.99) Daniil Pakhomov (51.52) Veronika Popova (54.47)                      | 3:45.87 | Q, WR |
| 5         | 3        | 7      | Italia             | Simone Sabbioni (53.46) Arianna Castiglioni (1:07.13) Matteo Rivolta (51.29) Erika Ferraioli (54.15)               | 3:46.03 | Q     |
| 6         | 1        | 6      | Cina               | Xu Jiayu (53.44) Li Xiang (1:01.38) Chen Xinyi (58.51) Zhu Menghui (54.15)                                         | 3:47.48 | Q     |
| 7         | 3        | 1      | Ungheria           | Gábor Balog (54.03) David Horvath (1:01.66) Evelyn Verrasztó (59.19) Zsuzsanna Jakabos (54.62)                     | 3:49.50 | Q     |
| 8         | 4        | 9      | Canada             | Russell Wood (54.76) Rachel Nicol (1:07.60) Noemie Thomas (57.96) Karl Krug (49.28)                                | 3:49.60 | Q     |
| 9         | 4        | 4      | Brasile            | Daynara de Paula (1:02.58) Felipe Lima (1:00.86) Daiene Dias (1:00.17) João de Lucca (49.84)                       | 3:53.45 |       |
| 10        | 3        | 5      | Svizzera           | Nils Liess (56.01) Martin Schweizer (1:01.81) Danielle Villars (59.47) Megan Connor (56.27)                        | 3:53.56 |       |
| 11        | 1        | 4      | Finlandia          | Mimosa Jallow (1:01.48) Sami Aaltomaa (1:01.64) Emilia Pikkarainen (59.79) Ari-Pekka Liukkonen (52.46)             | 3:55.37 |       |
| 12        | 4        | 7      | Colombia           | Omar Pinzón (57.42) Jorge Murillo (1:01.57) Jessica Camposano (1:00.84) Isabella Arcila (55.59)                    | 3:55.42 |       |
| 13        | 4        | 6      | Singapore          | Quah Zheng Wen (54.63) Ho Ru'En Roanne (1:11.98) Quah Ting Wen (59.80) Yeo Kai Quan (51.10)                        | 3:57.51 |       |
| 14        | 2        | 8      | Messico            | Lourdes Villaseñor (1:04.70) Daniela Carrillo (1:10.01) Daniel Ramirez Carranza (55.15) Alejandro Escudero (50.95) | 4:00.81 |       |
| 15        | 1        | 3      | Thailandia         | Kasipat Chograthin (59.13) Radomyos Matjiur (1:04.03) Sutasinee Pankaew (1:03.60) Jenjira Srisa-Ard (1:00.43)      | 4:07.19 |       |
| 16        | 2        | 3      | Azerbaigian        | Boris Kirillov (58.16) Anton Zheltyakov (1:02.95) Alsu Bayramova (1:06.50) Fatima Alkaramova (1:00.32)             | 4:07.93 |       |
| 17        | 2        | 0      | Costa Rica         | Mario Montoya (1:01.81) Esteban Araya (1:07.64) Marie Laura Meza (1:01.11) Helena Moreno (1:00.19)                 | 4:10.75 |       |
| 18        | 2        | 9      | Bolivia            | Andrew Rutherfurd (59.14) José Quintanilla (1:08.95) Karen Torrez (1:02.83) María José Ribera (1:01.57)            | 4:12.49 |       |
| 19        | 2        | 2      | Papua Nuova Guinea | Ryan Pini (56.38) Tegan McCarthy (1:17.87) Sam Seghers (56.07) Barbara Vali-Skelton (1:03.58)                      | 4:13.90 |       |
| 20        | 3        | 6      | Zambia             | Jade Howard (1:08.07) Alex Axiotis (1:07.06) Ralph Goveia (56.41) Tilka Paljk (1:02.86)                            | 4:14.40 |       |
| 21        | 4        | 0      | Macao              | Ngou Pok Man (59.43) Lei On Kei (1:14.85) Chao Man Hou (1:00.80) Long Chi Wai (1:00.94)                            | 4.16.02 |       |
| 22        | 2        | 5      | Sri Lanka          | Kimiko Raheem (1:05.47) Machiko Raheem (1:24.19) Matthew Abeysinghe (56.34) Cherantha de Silva (53.24)             | 4:19.24 |       |
| 23        | 3        | 8      | Giordania          | Mohammed Bedour (1:04.16) Lydia Musleh (1:18.81) Khader Baqlah (57.68) Talita Baqlah (59.06)                       | 4:19.71 |       |
| 24        | 3        | 9      | Rep. Dominicana    | Arianna Sanna (1:10.71) Jean Luis Gómez (1:10.40) Dorian McMenemy (1:06.93) Jhonny Peréz (51.75)                   | 4:19.79 |       |
| 25        | 4        | 1      | Kenya              | Talisa Lanoe (1:09.32) Issa Mohamed (1:13.15) Emily Muteti (1:05.72) Hamdan Bayusuf (55.80)                        | 4:23.99 |       |
| 26        | 4        | 5      | Mongolia           | Enkhkhuslen Batbayar (1:13.20) Delgerkhuu Myagmar (1:14.17) Batsaikhan Dulguun (59.05) Yesui Bayar (1:08.04)       | 4:34.46 |       |
|           | 2        | 7      | Turchia            | Ekaterina Avramova (1:02.97) Viktoriya Zeynep Gunes (DSQ) Kaan Türker Ayar Kemal Arda Gürdal                       | DSQ     |       |
|           | 3        | 4      | Francia            | Benjamin Stasiulis (54.43) Giacomo Perez-Dortona (59.55) Marie Wattel (58.62) Anna Santamans (DSQ)                 | DSQ     |       |
|           | 1        | 2      | Albania            | | DNS     |       |
|           | 1        | 5      | Filippine          | | DNS     |       |
|           | 2        | 1      | Suriname           | | DNS     |       |
|           | 2        | 6      | Egitto             | | DNS     |       |
|           | 3        | 3      | Giappone           | | DNS     |       |
|           | 4        | 2      | Argentina          | | DNS     |       |
|           | 4        | 8      | Mozambico          | | DNS     |       |

### Finale
| Pos. | Corsia | Nazione       | Atleti                                                                                                 | Tempo   | Note |
| ---- | ------ | ------------- | --- | ------- | ---- |
|      | 5      | Gran Bretagna | Chris Walker-Hebborn (52.94) Adam Peaty (57.98) Siobhan-Marie O'Connor (57.02) Fran Halsall (53.77)    | 3:41.71 | WR   |
|      | 4      | Stati Uniti   | Ryan Murphy (53.31) Kevin Cordes (58.63) Katie McLaughlin (57.56) Margo Geer (53.77)                   | 3:43.27 |      |
|      | 3      | Germania      | Jan-Philip Glania (53.52) Hendrik Feldwehr (59.16) Alexandra Wenk (57.21) Annika Bruhn (54.24)         | 3:44.13 | NR   |
| 4    | 7      | Cina          | Xu Jiayu (52.74) Li Xiang (1:00.47) Lu Ying (57.39) Zhu Menghui (54.05)                                | 3:44.65 |      |
| 5    | 6      | Russia        | Anastasia Fesikova (1:00.48) Julija Efimova (1:05.46) Daniil Pakhomov (51.60) Vladimir Morozov (47.29) | 3:44.83 |      |
| 6    | 2      | Italia        | Simone Sabbioni (53.68) Arianna Castiglioni (1:06.44) Piero Codia (51.59) Silvia Di Pietro (53.88)     | 3:45.59 |      |
| 7    | 8      | Canada        | Russell Wood (54.51) Richard Funk (59.69) Katerine Savard (57.83) Sandrine Mainville (54.20)           | 3:46.23 |      |
| 8    | 1      | Ungheria      | Gábor Balog (54.32) David Horvath (1:01.80) Evelyn Verrasztó (59.46) Zsuzsanna Jakabos (54.48)         | 3:50.06 |      |